# Frank Vogel
Frank Paul Vogel (Wildwood, Nueva Jersey; 21 de junio de 1973) es un entrenador de baloncesto estadounidense.

## Trayectoria deportiva

### Universidad
Pasó sus tres primeros años jugando como titular en el Juniata College de la División III de la NCAA, situado en Huntingdon (Pensilvania), siendo transferido en su última temporada a la Universidad de Kentucky, donde fue asistente en el banquillo de Rick Pitino.

### Entrenador

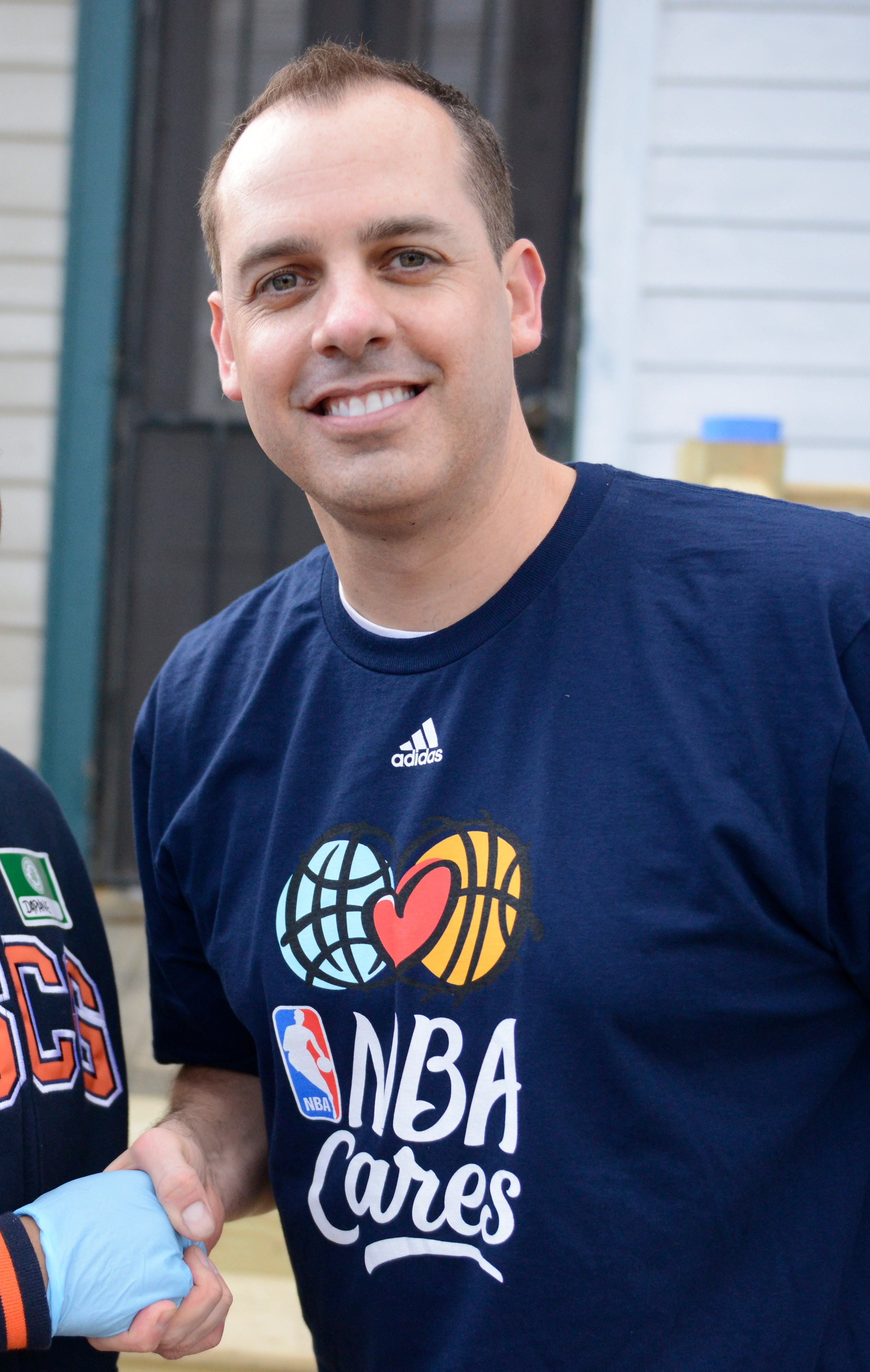
Vogel en 2014.

#### Inicios
Comenzó su carrera como entrenador en la NBA también bajo las órdenes de Pitino en los Boston Celtics, donde fue cinco años coordinador de vídeos hasta ser ascendido a entrenador asistente en 2001. En la temporada 2004-05 desempeñó la misma labor de asistente con Jim O'Brien, y posteriormente fue ojeador para Los Angeles Lakers en 2005–06 y para los Washington Wizards en 2006-07.

#### Indiana
En 2007 se convirtió en asistente del propio O'Brien en Indiana Pacers, con quien ya había trabajado en los Celtics. Tras el cese de este en 2011, se convirtió en entrenador principal interino, llevando al equipo a los playoffs por primera vez desde 2006. Fue nombrado oficialmente entrenador principal de los Pacers el 6 de julio de 2011.
En su primera temporada completa al frente del equipo firmó el mejor arranque de la historia de los Pacers, logrando nueve victorias consecutivas, y en el mes de abril fue elegido Entrenador del Mes de la NBA.
En 2014 fue elegido entrenador de la Conferencia Este del All-Star Game.

#### Orlando
El 20 de mayo de 2016, fue nombrado entrenador principal de Orlando Magic. Lideró a un equipo joven y en desarrollo, donde además tuvo que lidiar con un cambio en la gerencia tras su primer año cuando Rob Hennigan, el gerente general que lo contrató, fue reemplazado por John Hammond. No alcanzó los playoffs en ambas temporadas, con un récord de 54–110, siendo despedido el 12 de abril de 2018 al finalizar la temporada 2017–18.

#### Lakers
El 13 de mayo de 2019, Vogel fue nombrado entrenador de Los Angeles Lakers. En su primera temporada con los Lakers, Vogel lideró el equipo a un récord de 52–19, el mejor récord de la conferencia oeste y tercer mejor récord en la NBA ese año. Vogel fue el entrenador de 2020 NBA All-Star Game.
Finalmente obtuvo el campeonato de la NBA con Los Angeles Lakers, ganando en la burbuja a Miami Heat por 4-2 en la final.
El 11 de abril de 2022 es cesado como entrenador principal de los Lakers, tras 3 temporadas y un récord de 127-98.

#### Phoenix Suns
El 2 de junio de 2023 se hace oficial su contrato con Phoenix Suns por cinco temporadas. Pero en mayo de 2024, tras una temporada y un récord de 49-33 (0-4 en playoffs) es despedido.

#### Asistente en Dallas
En octubre de 2024 se une a los Dallas Mavericks como asistente de Jason Kidd.

## Estadísticas como entrenador
| Equipo         | Año     | P   | V   | D   | %V-D | Finalizó        | PP | VP | DP | %V-DP | Resultado                      |
| -------------- | ------- | --- | --- | --- | ---- | --------------- | -- | -- | -- | ----- | ------------------------------ |
| Indiana Pacers | 2010-11 | 38  | 20  | 18  | .526 | 2.º en Central  | 5  | 1  | 4  | .200  | Pierde en primera ronda        |
| Indiana Pacers | 2011-12 | 66  | 42  | 24  | .636 | 2.º en Central  | 11 | 6  | 5  | .545  | Pierde en Semifinales de Conf. |
| Indiana Pacers | 2012-13 | 81  | 49  | 32  | .605 | 1.º en Central  | 19 | 11 | 8  | .579  | Pierde en Finales de Conf.     |
| Indiana Pacers | 2013-14 | 82  | 56  | 26  | .683 | 1.º en Central  | 3  | 1  | 2  | .333  | Pierde en Finales de Conf.     |
| Indiana Pacers | 2014-15 | 82  | 38  | 44  | .463 | 3.º en Central  | —  | —  | —  | —     | No Playoffs                    |
| Indiana Pacers | 2015-16 | 82  | 45  | 37  | .549 | 2.º en Central  | 7  | 3  | 4  | .429  | Pierde en primera ronda        |
| Orlando Magic  | 2016-17 | 82  | 29  | 53  | .354 | 5.º en Sudeste  | —  | —  | —  | —     | No playoffs                    |
| Orlando Magic  | 2017-18 | 82  | 25  | 57  | .305 | 5.º en Sudeste  | —  | —  | —  | —     | No playoffs                    |
| L.A. Lakers    | 2019-20 | 71  | 52  | 19  | .732 | 1.º en Pacífico | 21 | 16 | 5  | .762  | Gana Finales de NBA            |
| L.A. Lakers    | 2020-21 | 72  | 42  | 30  | .583 | 3.º en Pacífico | 6  | 2  | 4  | .333  | Pierde en primera ronda        |
| L.A. Lakers    | 2021-22 | 82  | 33  | 49  | .402 | 4.º en Pacífico | —  | —  | —  | —     | No playoffs                    |
| Phoenix        | 2023-24 | 82  | 49  | 33  | .598 | 4.º en Pacífico | 4  | 0  | 4  | .000  | Pierde en primera ronda        |
| Total          | Total   | 902 | 480 | 422 | .532 |                 | 92 | 49 | 43 | .533  |                                |